# Po Beg
Kutluk Säbig Khatun (titolo: cinese: 骨咄禄婆匐可敦; pinyin: Gǔduōlùpófúkědūn; nome personale: cinese: 阿史德婆匐; pinyin: Āshǐdé Pófú; fl. VII-VIII secolo) è stata la khatun (regina) e poi l'hansha (regina madre) del Secondo Khaganato turco all'inizio dell'VIII secolo. Suo padre era Tonyukuk, un apa tarkan, un titolo equivalente a primo ministro.
Sposò Bilge Khagan (683 o 684-734) prima del 717, quando lui era ancora un tegin (principe).

## Khatun
Nel 734, Bilge fu avvelenato. Prima di morire, tuttavia, accusò Buyruk Chor, un alto governatore dell'impero, che era stato precedentemente in Cina, e lo fece giustiziare. Gli succedettero i suoi figli: dopo la morte del primogenito Yollıg Khagan (734-?), fu intronizzato l'altro figlio Tengri Qaghan (?-741). Tengri era giovane e Po Beg agì da regina reggente. Tuttavia, il vero potere era nelle mani di due shad (governatori locali), uno nell'ovest e uno nell'est. Po Beg tentò di centralizzare il potere e progettò di giustiziare i due governatori. Riuscì a far giustiziare il governatore dell'ovest, ma quello dell'est, Pan Kül Tigin, divenne sospettoso e si ribellò uccidendo Tengri Qaghan nel 742. due anni dopo, l'impero fu dissolto in seguito a una rivolta congiunta degli Uiguri, dei Qarluq e dei Basmyl.

## Anni successivi
Durante gli ultimi giorni dell'impero, Po Beg, insieme al suo clan, trovò rifugio nella Cina dei Tang. L'imperatore Xuanzong la accolse e diede un banchetto in suo onore. Le fu dato il titolo di principessa e fu nominata sovrana del suo popolo. Secondo il Nuovo libro dei Tang, Xuanzong mandò farina al suo clan durante la stagione del raccolto. Secondo lo storico russo Lev Nikolaevič Gumilëv (1912–1992), ella salvò il suo popolo ma non la sua nazione.

## Accuse
Il giornalista turco Ahmet Akyol asserisce che Buyruk Chor non era responsabile della morte di Bilge Khaghan. Probabilmente Po Beg avvelenò suo marito perché Bilge Khagan aveva progettato di firmare un trattato commerciale con la Cina dei Tang e, come era usanza, avrebbe sposato una principessa cinese dopo aver firmato il trattato. Baumer sostiene che Po Beg usurpò il potere e lo divise con il suo amante. Liu Mao-Tsai suggerì che Po Beg fece avvelenare Yollig e mise il minore Tengri sul trono così che lei potesse essere reggente e che tenne la morte di Yollig segreta ai Cinesi, il che spiega la variazione nelle date della morte.